# Ковальчук Віталій Леонідович
Віта́лій Леоні́дович Ковальчу́к — майор Національної гвардії України, учасник російсько-української війни, що відзначився у ході російського вторгнення в Україну. 

## Життєпис
Під час російського вторгнення в Україну — майор 4-ї бригади оперативного призначення «Рубіж»  Національної гвардії України. Спланував близько 20 операцій із відбиття штурмових дій і 14 операцій контрнаступу на ворожі позиції. Забезпечив евакуацію 10 родин із районів обстрілів. Спланував заходи, які дали змогу військовослужбовцям знищити близько 15 танків противника, 15 бронемашин, 5 вантажних автомобілів та майже роту пішого десанту.

## Нагороди
- Хрест бойових заслуг (2 грудня 2024) — за особисту мужність, виявлену в захисті державного суверенітету та територіальної цілісності України, самовіддане служіння Українському народові[2].  Нагороду вручив Віталію Ковальчуку Президент України Володимир Зеленський у Києві 23 лютого 2025 року[1].